# Delodajalec
Delodajalec je pravni izraz, ki je opredeljen v Zakonu o delovnih razmerjih Republike Slovenije v 2. in 3. točki petega člena kot:
(2) Delodajalec po tem zakonu je pravna in fizična oseba ter drug subjekt, kot je državni organ, lokalna skupnost, podružnica tujega podjetja ter diplomatsko in konzularno predstavništvo, ki zaposluje delavca na podlagi pogodbe o zaposlitvi.
(3) Manjši delodajalec po tem zakonu je delodajalec, ki zaposluje deset ali manj delavcev.
sskj: delodajálec -lca [u̯c in lc] m (ȃ) kdor najame drugega, da mu za plačilo opravlja delo: delodajalci so zavrnili zahteve delavcev; pogodba med delodajalcem in delojemalcem 

### Sorodni članki
- kariera
- moje delo